# 韦妃 (唐朝太子妃)
韦妃（8世纪—757年），京兆万年人，出自京兆韦氏彭城公房，兖州刺史韦元之女。唐肃宗为太子时的太子妃，后离婚。韦氏生兗王李僴、绛王李佺、永和公主、永穆公主。

## 生平
唐肃宗为忠王时（727年—738年），韦氏为妾室，封号孺人。开元十八年（730年），忠王的一位妾室吴氏去世，韦氏抚养了她三岁的幼女，即和政公主。二十六年（738年）忠王被立为太子，韦孺人为太子妃。
天宝年间，宰相李林甫曾经推举寿王李瑁为太子，唐玄宗却立忠王为太子；李林甫惧怕太子日后对己不利，图谋搬倒太子。韦妃兄韦坚为刑部尚书。李林甫罗织罪名，起柳勣之狱。韦坚连坐获罪，兄弟被一并赐死。当初，韦坚刚入朝廷，以太子妃兄弟的身份。李林甫为韦坚引居要职，表面上是求恩信，实际上是想扳倒韦坚及太子。李林甫秘令御史中丞杨慎矜搜寻韦坚的过错。会正月望夜，皇太子出游，与韦坚相见；杨慎矜得知，上奏玄宗。玄宗大怒，以为太子与下臣图谋不轨，罢黜韦坚的职务。太子感到恐惧，上表自理，言与韦妃情义不睦，请求离婚。玄宗安抚太子，同意两人离婚。韦妃遂削发出家，住在禁苑中的佛舍。
755年，安史之乱爆发；第二年长安城失守，韦氏落入叛军之手。至德二年（757年），韦氏在京城逝世。

## 延伸阅读
[在维基数据编辑]
 《舊唐書/卷52》，出自刘昫《舊唐書》

## 相关史料
- 《旧唐书 列传第二 后妃下》
- 《旧唐书 列传第五十六》